# Elezioni presidenziali in Portogallo del 2011
Le elezioni presidenziali in Portogallo del 2011 si tennero il 23 gennaio; videro la vittoria del Presidente uscente Aníbal Cavaco Silva, sostenuto dal Partito Social Democratico.

## Risultati
| Aníbal Cavaco Silva | Partito Social Democratico - CDS - Partito Popolare | 2 231 956 | 52,95 |  |  |  |  |  |
| Manuel Alegre       | Partito Socialista                                  | 831 838   | 19,74 |  |  |  |  |  |
| Fernando Nobre      | Indipendente                                        | 593 021   | 14,07 |  |  |  |  |  |
| Francisco Lopes     | Coalizione Democratica Unitaria                     | 301 017   | 7,14  |  |  |  |  |  |
| José Manuel Coelho  | Partito della Nuova Democrazia                      | 189 918   | 4,51  |  |  |  |  |  |
| Defensor Moura      | Indipendente                                        | 67 110    | 1,59  |  |  |  |  |  |
| Totale              | Totale                                              | 4 214 860 | 100   |  |  |  |  |  |
|                     |                                                     |           |       |  |  |  |  |  |
| Schede bianche      | Schede bianche                                      | 192 127   | 4,28  |  |  |  |  |  |
| Schede nulle        | Schede nulle                                        | 85 466    | 1,90  |  |  |  |  |  |
| Votanti             | Votanti                                             | 4 492 453 |       |  |  |  |  |  |